# Norantea
Norantea là một chi thực vật có hoa trong họ Marcgraviaceae.

## Loài
Chi Norantea gồm các loài: